# Jacobus Petrus Besteman
Jacobus Petrus Besteman (Badhoevedorp, 22 mei 1921 - Rotterdam, 10 juli 2022) was een Nederlandse SS'er, nazicollaborateur en oorlogsmisdadiger. 
Bij de Aktion Silbertanne vermoordde hij de burgemeesters Piet Smulders van Someren en Willem Wijnen van Asten op 15 augustus 1944. Verder vermoordde hij samen met SS'er Heinrich Boere de Bredase apotheker Fritz Hubert Ernst Bicknese.
Na de Tweede Wereldoorlog werd Besteman in 1946 door het Bijzondere Gerechtshof in Den Bosch veroordeeld tot de doodstraf. Koningin Wilhelmina gaf hem echter gratie waardoor zijn straf werd omgezet in levenslang, waarna hij na 13 jaren werd vrijgelaten uit de gevangenis.
Toen Heinrich Boere opnieuw voor de rechter moest verschijnen wegens oorlogsmisdaden, liet het Openbaar Ministerie Besteman oproepen als enige overgebleven getuige van de Silbertanne-moorden. Omdat hij eerder al had laten weten niet als getuige voor het gerecht te willen verschijnen, werd hij door het Openbaar Ministerie in de gelegenheid gesteld om te getuigen via een videoverbinding. Besteman verklaarde niet zeker te weten of Boere de Bredase apotheker Bicknese had doodgeschoten.